# Moto G (2ª Geração)
O Moto G (2ªgeração) é um smartphone Android desenvolvido pela Motorola Mobility. Lançado em 05 de setembro de 2014, é o sucessor do Moto G lançado em 2013. O telefone foi inicialmente destinado a mercados em desenvolvimento, embora também esteja disponível em países desenvolvidos como uma opção de baixo custo em comparação com outros telefones de sua classe. Seu sucessor é Moto G (3ª geração).

## Lançamento e disponibilidade
O telefone foi revelado junto com a segunda geração do Moto X, do Moto 360 e do Moto Hint na Índia e nos EUA em 5 de setembro de 2014. Nos Estados Unidos, seu preço é de US$ 179.99, sem contrato para a versão de 8 GB.Já no Brasil foi lançado pelo preço inicial de 849,00 reais na versão com 16 GB e TV digital.
Na Índia, ele foi lançado em parceria com a rede Flipkart em 5 de Setembro de 2014, com vendas começando à meia-noite. Apenas o modelo dual SIM 16 GB do telefone está disponível naquele país, custando ₹ 12.999.

## Variantes do modelo
Todas as variantes apoiar quatro bandas 2G GSM 850/900/1800/1900.
| versão | descrição     | designações alternativos          |
| ------ | ------------- | --------------------------------- |
| XT1063 | Global GSM    | único SIM                         |
| XT1064 | US/Canada GSM | único SIM                         |
| XT1068 | Global GSM    | Dual-SIM                          |
| XT1069 | GSM+GSM+DTV   | Dual-SIM, modelo Brasil DTV apoio |

## Especificações

### Hardware
O telefone tem uma tela de 5 polegadas IPS HD LCD, revestida com Gorilla Glass 3, Google Android 4.4.4 Kitkat sistema operacional, processador quad-core Qualcomm Snapdragon 400 com clock de 1,2 GHz, 1 GB de RAM, com um revestimento "salpicos", backing curva, e alto-falantes estéreo montados na parte dianteira abaixo e acima da tela. O Moto G tem 8/16 GB de armazenamento interno, que pode ser expandida até 32 GB com um cartão MicroSD. O Moto G 2ª Geração só suporta até conectividade 3G, e está disponível em um modelo dual SIM em mercados selecionados. O dispositivo tem uma bateria não-removível de 2070 mAh,que a Motorola aponta como tendo "todo o dia" a vida da bateria. O Moto G possui uma câmera de foco automático virada para trás de 8 megapixels; o dispositivo inclui um flash e uma câmera de 2 megapixels de frente. O aparelho está disponível nas cores preto ou branco frente, e tem uma tampa traseira intercambiáveis com diferentes opções de cores.

O telefone está intimamente relacionado com os novos dispositivos da Motorola como Moto G, Moto X, Moto E; embora existam algumas diferenças fundamentais, apesar de suas aparências semelhantes. O Moto G não tem notificações ativas, captura rápida e controle de touchless como o Moto X, devido ao Moto X usando um processador especial que seria um custo proibitivo para o Moto G. Além disso, ao contrário do Moto X, o Moto G tem uma tampa traseira removível para que os usuários podem personalizar o telefone em qualquer cor que querem; embora o Moto X tem sua MotoMaker online que também permite ao usuário personalizar o seu telefone, a caixa em que é permanente em vez de intercambiáveis como o Moto G.

### Software
A segunda geração de aparelhos Moto G foi lançado inicialmente com o Android 4.4.4 "KitKat", usando a experiência do usuário em sua maioria de ações com recursos de software proprietário, adicionais; incluindo Moto Alert, que permite aos usuários para notificar os outros de sua localização. Moto Assist, introduzido pelo Moto X, que ativa ou desativa certos modos, tais como silenciar a campainha ou auto responder a mensagens de texto, dependendo de certos cenários, tais como quando um usuário está em uma reunião, conforme determinado pelo seu calendário automaticamente, ou dirigir. Moto Migrate e um pacote normal de aplicativos do Google. O aparelho vem pré-carregado com o Google Now Lançador como o lançador de tela inicial padrão. Motorola tem o compromisso de fornecer uma atualização para o Android "Lollipop", após seu 

#### Atualizações de firmware
A Motorola Moto G 2ª Geração recebeu uma atualização 4.4.4 Manutenção KitKat Android em setembro de 2014. A atualização traz para a versão 21.11.23 sobre a mesma versão Android. A atualização traz diversas correções de bugs e melhorias de desempenho. A principal mudança primário observado nesta atualização é a capacidade de roubar para a direita da tela casa principal para acesso personalizado Google Now cartões, as atualizações para o Google Now Launcher, melhoria na vida útil da bateria, novas opções de idioma e de entrada e um novo design da marca para o logo "Powered By Android" na tela de inicialização. O ™ 5.0 update Lollipop Android começou a rolar para fora para este dispositivo a partir de 12 de Novembro de 2014. Esta atualização traz para a versão 22.11.6 juntamente com outras melhorias.  A edição Pure deste telefone em os EUA (transportadora versão desbloqueada) tornou-se primeiro telefone móvel do mundo, depois de modelos flagship Nexus do Google, para ser atualizado com Android ™ 5.0 Lollipop. As atualizações para o modelo para o resto do mundo está programado para ser lançado nas semanas subsequentes. Agora a Motorola está atualizando o Moto G 2ª geração para o Android 5.1.1 Lollipop, com melhorias na estabilidade e correções de bugs.

## Acessórios oficiais
Como parte de personalizar o telefone, a Motorola lançou substituível Voltar cobre e Flip Abrange tanto nas seguintes cores; Liquorice, Giz, Cherry Red, turquesa, azul marinho, violeta, verde hortelã e limão/cal. Serviço de Moto Maker não está disponível para este aparelho.

## A recepção crítica
O Moto G 2ª Geração recebeu críticas positivas dos críticos com vários sites chamando-o um dos melhores smartphones do orçamento de 2014. Michael Sawh de trustedreviews.com deu-9 em cada 10 estrelas, elogiando a sua forte vida útil da bateria e excelente custo-benefício. 